# Тисленко, Вячеслав Викторович
Вячеслав Викторович Тисленко (род. 12 марта 1975) — российский спортсмен, девятикратный чемпион мира по кикбоксингу, чемпион Европы, двукратный чемпион мира по тайскому боксу (муай тай), заслуженный мастер спорта Российской Федерации.

## Биография
Вячеслав Тисленко родился 12 марта 1975 года в селе Напас Каргасокского района Томской области, воспитывался матерью — Татьяной Ивановной Видякиной и отчимом Видякиным Николаем Федоровичем. В 1982 году семья переехала в Ленинград. Вячеслав учился в 271 школе Красносельского района. В школе занимался футболом, хоккеем, увлекался восточными единоборствами: карате,боксом тхэквондо. Его первым тренером по единоборствам стал Юрий Васильевич Голыев. Первоначально учился вин-чунь — одному из стилей ушу, но поскольку в стране чемпионаты по нему не проходили, первым соревнованием для Вячеслава стал чемпионат по кикбоксингу (в 1990 году в клубе «Норд-Вест»).
С этого дня все свое время Вячеслав посвящал кикбоксингу и уже в следующем году выиграл чемпионат Санкт-Петербурга в разделе фулл-контакт. В 1993 году на Чемпионате мира, проходившем в Будапеште, завоевал третье место, после чего был приглашён в сборную России. С 1995 года представлял клуб «Норд». Став неоднократным чемпионом мира по любительскому кикбоксингу, в 1997 году перешёл в профессионалы. В 2003 году выиграл чемпионат мира среди профессионалов по версии WAKO-PRO, одолев француза Мурата Киде.
В настоящее время президент Федерации кикбоксинга Ленинградской области. Женат, имеет двоих сыновей.

## Общественно-политическая и творческая деятельность
Член Попечительского совета Союза национальных и неолимпийских видов спорта России.
Председатель постоянно действующей комиссии по межнациональным отношениям и реализации миграционной политики СПРОО «Русская Сила».
Спикер делового международного спортивного события в России Sport Leaders Global Forum 2018.